# Fabiola Trejo
Fabiola Trejo (México, siglo XX) es una psicóloga e investigadora mexicana, especialista en placer sexual, que estudia la relación entre la desigualdad social y la violencia de género.

## Trayectoria
Se doctoró en psicología social por la Universidad Nacional Autónoma de México. Fue alumna de la educadora sexual estadounidense Betty Dodson, y se convirtió en facilitadora de los talleres de esta, Bodysex.
A lo largo de su trayectoria, Trejo ha abordado temas relacionados con la desigualdad social, la violencia de género y el poder político del placer sexual desde una perspectiva feminista, con el objetivo de promover la justicia sexual para todas las mujeres.
Se la conoció en América Latina por su trabajo de divulgación sobre sexualidad femenina, destacando la importancia que tiene el placer en el empoderamiento de las mujeres. Dado que allí estas cuestiones todavía son consideradas tabú, ha dado conferencias y talleres donde incide temas como la necesidad de romper con el modelo coitocentrico y reproductivo imperante de la sexualidad; normalizar aquellas relaciones que van más allá de lo heterosexual y monógamo; y emplazar a las mujeres a la autoexploración y masturbación.

## Reconocimientos
En 2023, por su lucha en derribar tabués que rodean a la sexualidad, fue incluida en la lista 100 Women que la BBC publica anualmente.